# Mario Foglietti
Mario Foglietti (* 25. Januar 1936 in Catanzaro; † 8. November 2016 ebenda) war ein italienischer Drehbuchautor und Fernsehregisseur.

## Leben
Folgietti debütierte am Theater; Ende der 1950er Jahre war er am „Ridotto dell'Eliseo“ engagiert. Er arbeitete als Filmkritiker und seit 1962 auch für das Fernsehen, in dem er zahlreiche Reportagen verantwortete und für eine Interviewreihe verpflichtet wurde. 1971 arbeitete er mit Dario Argento am Drehbuch zu 4 mosche di velluto grigio, bevor er zwei Jahre später mit Le bambole selbst die Regie (nach eigenem Buch) übernahm. Wie auch der 1975 entstandene L'uomo dagli occhiali a specchio wurde das Werk für Argentos lose Reihe von Filmen unter dem Übertitel La porta sul buio produziert. In den Folgejahren schrieb er zahlreiche Drehbücher und Originalskripte und führte Regie für den Bildschirm, darunter Miniserien wie Aspetterò, L'enigma delle due sorelle und Incontrarsi e dirso addio.
Neben seiner praktischen Tätigkeit schrieb Foglietti auch einige Bücher zum Thema Film.
Folgietti starb im November 2016 im Alter von 80 Jahren in Catanzaro.

## Filmografie (Auswahl)
- 1971: Vier Fliegen auf grauem Samt (4 mosche di velluto grigio) (Drehbuch)
- 1973: La bambola (Fernsehfilm) (Regie & Drehbuch)
- 1975: L'uomo dagli occhiali a specchio (Fernsehfilm) (Regie & Drehbuch)